# Championnat de Belgique masculin de volley-ball
Pour les articles homonymes, voir Championnat de Belgique.
Le Championnat de Belgique masculin de volley-ball, appelé Euromillions volley League, représente le top niveau du volley-ball masculin en Belgique. Jusqu'à ce jour, 70 éditions de ce championnat ont été disputées. Le club de Noliko Maaseik est le club le plus titré après avoir remporté pas moins de 15 fois ce championnat. La toute première édition se déroula en 1944-1945 et fut remportée par le Léopold Club.

## Organisation du championnat
La saison régulière est disputée par 10 équipes jouant chacune l'une contre l'autre à deux reprises selon le principe de l'aller-retour. Une victoire par 3-0 ou 3-1 rapporte 3 points, une victoire par 3-2, 2 points, une défaite par 2-3 permet d'obtenir 1 point et une défaite par 0-3 ou 1-3, 0 point.
Après la saison régulière, les 6 équipes les mieux classées s'engagent dans les play-offs. Ceux-ci constituent en un nouveau championnat où les 6 équipes s'affrontent en aller-retour mais lors duquel l'équipe classée première de la saison régulière part avec 5 points, le second, 4, le troisième, 3, le quatrième, 2, le cinquième, 1 et le sixième, aucun. Une fois ces play-offs terminés, le vainqueur final du championnat est déterminé lors d'une finale disputée au meilleur des 5 manches entre les 2 premiers des play-offs et pour laquelle l'équipe la mieux classée à l'issue des play-offs dispose de l'avantage du terrain.
Pour ce qui est des 3 dernières équipes de la phase régulière, elles s'engagent quant à elles dans les play-downs. Il s'agit d'une compétition en aller-retour où les équipes s'affrontent chacune 4 fois (deux à domicile, deux à l'extérieur) mais pour laquelle, le septième de la phase régulière commence avec 2 points, le huitième 1 points et le neuvième aucun. Depuis la saison 2013-2014, ces plays-downs ne font que classer les équipes entre la 7e et 9e place car il n'y a plus eu de descendants au terme de ces play-downs.

## Équipes participantes pour 2020-2021
- VC Maaseik
- Knack Roulers
- VC Menin
- Lindemans Alost
- Haasrode Louvain
- Tectum Achel
- Volley Gand
- VBC Waremme

## Palmarès
| - 1945 : Léopold Club - 1946 : ASUB Bruxelles - 1947 : Gendarmerie École - 1948 : Gendarmerie École - 1949 : R. Ixelles SC - 1950 : R. Ixelles SC - 1951 : R. Ixelles SC - 1952 : R. Ixelles SC - 1953 : R. Ixelles SC - 1954 : R. Ixelles SC - 1955 : R. Ixelles SC - 1956 : Spartacus - 1957 : Spartacus - 1958 : Brabo Antwerpen - 1959 : Brabo Antwerpen - 1960 : Brabo Antwerpen - 1961 : Brabo Antwerpen - 1962 : Brabo Antwerpen - 1963 : Brabo Antwerpen - 1964 : Brabo Antwerpen - 1965 : Brabo Antwerpen - 1966 : Brabo Antwerpen - 1967 : Brabo Antwerpen - 1968 : Brabo Antwerpen - 1969 : VRC Genk | - 1970 : VC Anderlecht - 1971 : Rebels Lier - 1972 : Rebels Lier - 1973 : Rembert Torhout - 1974 : Rebels Lier - 1975 : VC Turnhout - 1976 : VC Turnhout - 1977 : VC Turnhout - 1978 : Ibis Kortrijk - 1979 : Ibis Kortrijk - 1980 : VC Ruisbroek - 1981 : VRC Genk - 1982 : Ibis Kortrijk - 1983 : Ibis Kortrijk - 1984 : Ibis Kortrijk - 1985 : Ibis Kortrijk - 1986 : Ibis Kortrijk - 1987 : VC Lennik - 1988 : VC Lennik - 1989 : Knack Roeselare - 1990 : Rembert Torhout - 1991 : Noliko Maaseik - 1992 : Maes Pils Zellik - 1993 : Maes Pils Zellik - 1994 : Maes Pils Zellik | - 1995 : Noliko Maaseik - 1996 : Noliko Maaseik - 1997 : Noliko Maaseik - 1998 : Noliko Maaseik - 1999 : Noliko Maaseik - 2000 : Knack Roeselare - 2001 : Noliko Maaseik - 2002 : Noliko Maaseik - 2003 : Noliko Maaseik - 2004 : Noliko Maaseik - 2005 : Knack Roeselare - 2006 : Knack Randstad Roeselare - 2007 : Knack Randstad Roeselare - 2008 : Noliko Maaseik - 2009 : Noliko Maaseik - 2010 : Knack Randstad Roeselare - 2011 : Noliko Maaseik - 2012 : Noliko Maaseik - 2013 : Knack Roeselare - 2014 : Knack Roeselare - 2015 : Knack Roeselare - 2016 : Knack Roeselare - 2017 : Knack Roeselare - 2018 : Noliko Maaseik - 2019 : Greenyard Maaseik | - 2020 : Arrêt Pandémie COVID-19 - 2021 : Knack Randstad Roeselare - 2022 : Knack Randstad Roeselare - 2023 : Knack Randstad Roeselare - 2024 : Knack Randstad Roeselare |

## Palmarès par club
| Cl. | Club                   | Nombre de titres | Années de titres                                                                               | Division actuelle |
| --- | ---------------------- | ---------------- | ---------------------------------------------------------------------------------------------- | ----------------- |
| 1   | Greenyard Maaseik      | 16               | 1991, 1995, 1996, 1997, 1998, 1999, 2001, 2002, 2003, 2004, 2008, 2009, 2011, 2012, 2018, 2019 | D1                |
| 2   | Knack Roeselare        | 15               | 1989, 2000, 2005, 2006, 2007, 2010, 2013, 2014, 2015, 2016, 2017, 2021, 2022, 2023, 2024       | D1                |
| 3   | Brabo Antwerpen        | 11               | 1958, 1959, 1960, 1961, 1962, 1963, 1964, 1965, 1966, 1967, 1968                               | Disparu           |
| 4   | Ibis Kortrijk          | 7                | 1978, 1979, 1982, 1983, 1984, 1985, 1986                                                       | Disparu           |
| -   | R. Ixelles SC          | 7                | 1949, 1950, 1951, 1952, 1953, 1954, 1955                                                       | Disparu           |
| 6   | Rebels Lier            | 3                | 1971, 1972, 1974                                                                               | Disparu           |
| -   | Maes Pils Zellik       | 3                | 1992, 1993, 1994                                                                               | Disparu           |
| -   | VC Turnhout            | 3                | 1975, 1976, 1977                                                                               | Disparu           |
| 9   | Rembert Torhout        | 2                | 1973, 1990                                                                                     | D3                |
| -   | VC Euphony Asse-Lennik | 2                | 1987, 1988                                                                                     | Disparu           |
| -   | Gendarmerie École      | 2                | 1947, 1948                                                                                     | Disparu           |
| -   | Spartacus              | 2                | 1956, 1957                                                                                     | Disparu           |
| -   | Wara Genk              | 2                | 1969, 1981                                                                                     | D4                |
| 14  | ASUB Bruxelles         | 1                | 1946                                                                                           | Disparu           |
| -   | Léopold Club           | 1                | 1945                                                                                           | Disparu           |
| -   | VC Anderlecht          | 1                | 1970                                                                                           | Disparu           |
| -   | VC Ruisbroek           | 1                | 1980                                                                                           | Disparu           |